# Šport u 1925.
◄◄ | ◄ | 1922. | 1923. | 1924. | 1925.  | 1926. | 1927. | 1928. | ► | ►►
Arhitektura • Astronomija • Biologija • Film • Fotografija • Glazba • Kazalište • Kemija • Kiparstvo • Knjige • Književnost • Kršćanstvo • Meteorologija • Medicina • Planinarstvo • Politika • Pravo • Promet • Slikarstvo • Strip • Šport • Televizija • Znanost • Zrakoplovstvo • Željeznički promet
Šport u 1925.

## Svijet

### Osnivanja
- FK Budućnost Podgorica, crnogorski nogometni klub
- Olympiakos SFP, grčki nogometni klub
- FK Dinamo Tbilisi, gruzijski nogometni klub
- FK Zenit Sankt Peterburg, ruski nogometni klub

## Vanjske poveznice
|  | Zajednički poslužitelj ima još gradiva o temi Šport u 1925. |